# Maurice Auzel
Maurice Robert Auzel, född 26 oktober 1932 i Paris, död 18 november 1995 i samma stad, var en fransk skådespelare och boxare.

## Roller i urval
- 1961 – Léon Morin, präst
- 1964 – Flykten från Dunkerque
- 1964 – La chasse à l'homme
- 1966 – Charmören
- 1968 – Le Pacha
- 1971 – Fall på eget grepp
- 1973 – Le och låtsas dö
- 1975 – En stad i skräck
- 1976 – Över hans döda kropp
- 1979 – Flic ou Voyou
- 1983 – Le Marginal
- 1984 – Les Morfalous
- 1988 – Quelques jours avec moi
- 1995 – Les Misérables